# ترانزیت (فیلم ۲۰۱۸)
ترانزیت (آلمانی: Transit) یک فیلم درام آلمانی به کارگردانی کریستین پتزولد است که در سال ۲۰۱۸ منتشر شد. از بازیگران آن می‌توان به فرانتس روگوفسکی، باربارا آوئر، یوستوس فون دونانی، الکس برندمول، و تریستان پوتر اشاره کرد.

## بازیگران
- فرانتس روگوفسکی در نقش گئورگ
- پائولا بیر در نقش ماری
- گودهارد گیس در نقش ریچارد
- مریم زارع در نقش ملیسا
- رونالد کوکولیس در نقش هاینتس